# Jurij Valentinovič Nesterenko
Jurij Valentinovič Nesterenko [júrij valentínovič nesterénko] (rusko Ю́рий Валенти́нович Нестере́нко), ruski matematik, * 5. december 1946, Harkov, Sovjetska zveza (sedaj Ukrajina).
Nesterenko je leta 1969 diplomiral na Fakulteti za mehaniko in matematiko Državne univerze v Moskvi. Leta 1973 je moskovski državni univerzi postal kandidat znanosti pod mentorstvom Šidlovskega s kandidatsko dizertacijo Nekatere značilnosti rešitev linearnih diferencialnih enačb in njihova uporaba v teoriji transcendentnih števil (Некоторые свойства решений линейных дифференциальных уравнений и их применение в теории трансцендентных чисел). V letu 1976 je postal docent. 
Leta 1987 je doktoriral z dizertacijo O algebrski neodvisnosti vsebin analitičnih funkcij (Об aлгебpaической незaвисимости знaчений aнaлитических функций). Od leta 1992 je profesor na katedri za teorijo števil Fakultete za mehaniko in matematiko.
Njegovo področje raziskovanja je teorija števil in teorija transcendentnosti. Napisal je več člankov o teoriji algebrske neodvisnosti in teoriji transcendentnih števil.
Ni znano ali je množica {π, e} algebrsko neodvisna v množici racionalnih števil Q. Nesterenko je leta 1996 dokazal, da so {π, eπ, Γ(1/4)} algebrsko neodvisni v Q.
Leta 1997 je skupaj s Pisierjem prejel Nagrado Ostrowskega.
Leta 1999 je dokazal, da so števila oblike {\displaystyle e^{\pi {\sqrt {d}}}\,} za {\displaystyle d\in \mathbb {Z} ^{+}\,} trancendentna. Pri {\displaystyle d=1\,} je število Gelfondova konstanta {\displaystyle e^{\pi }\,}.